# Erik Tawaststjerna
Erik Werner Tawaststjerna, född 10 oktober 1916 i S:t Michel, död 22 januari 1993 i Helsingfors, var en finländsk pianist, musikkritiker och professor i musikvetenskap vid Helsingfors universitet. Han är mest känd för sin biografi om Jean Sibelius som utkom i fem delar.  Han skrev också om Sergej Prokofjev. Hans yngre son Erik Thomas Tawaststjerna (f. 1951) är pianist.

## Biografi

### Tidigt liv och utbildning
Erik Werner Tawaststjerna föddes i S:t Michel, Storfurstendömet Finland 1916. Hans pianostudier var hos Ilmari Hannikainen, K. Bernhard, Heinrich Leygraf, Heinrich Neuhaus, Alfred Cortot och Jules Gentil. Hans konsertkarriär började 1943 och var begränsad till Skandinavien, Wien och Sovjetunionen, varefter han blev privatlärare. Han hade befattningar i utrikesministeriets press- och kulturavdelning från 1948 till 1960. Hans doktorsavhandling från Helsingfors universitet 1960 handlade om Jean Sibelius pianoverk; han blev professor i musikvetenskap där  från 1960 till 1983.

### Biografi om Sibelius
Tawaststjernas magnum opus var hans biografi om Sibelius, som hade varit en personlig vän till honom. Den använde en mängd hittills otillgängligt personligt material, inklusive privata brev och dagböcker, som han fick obegränsad tillgång till. Ursprungligen skriven på svenska, publicerades den först i fem volymer på finska; sedan fem på svenska; tre på engelska (översatt av Robert Layton); och en förkortad volym på ryska. Den belönades med Finlandiapriset. Den omedelbara drivkraften för arbetet var biografin om Sibelius från 1959 av Harold E. Johnson, som skapade uppståndelse i Finland och fick Sibelius familj att ge Tawaststjerna i uppdrag att skriva en mer balanserad biografi.

### Pianotävlingar
Tawaststjerna var också med i juryerna för internationella pianotävlingar, (Internationella Tjajkovskijtävlingen 1970, 1974; Rio de Janeiro Competition 1973; Ravel Competition 1975), och var musikkritiker  för den ledande finska dagstidningen Helsingin sanomat. Tawaststjerna skrev också om Sergej Prokofiev, men kunde inte färdigställa en större biografi om Dmitrij Sjostakovitj före hans död. Han dog i Helsingfors 1993, 76 år gammal.

### Sonen
Sonen Erik T. Tawaststjerna är också pianist och pedagog, som undervisar vid  Sibeliusakademin i Helsingfors. Han har spelat in alla pianoverk som Sibelius har skrivit.

## Priser och utmärkelser
- Svenska Akademiens Finlandspris 1979
- Fack-Finlandia 1989